# Stryj przyjechał
Stryj przyjechał – jednoaktowa komedia Władysława Koziebrodzkiego ogłoszona w 1879 r.

## Fabuła
Tytułowym bohaterem jest Anastazy Kulesza, galicyjski szlachcic z Pokucia, który postanawia odwiedzić swego synowca, Adama, w Krakowie. Adam jest przerażony przyjazdem stryja: przez lata oszukiwał go na temat swego krakowskiego życia: opowiadał, że ma poważne stanowisko, żonę i dwójkę dzieci, choć w rzeczywistości jest biednym malarzem zamieszkującym na stancji w kamienicy pani Bogackiej. Tym sposobem uzyskiwał od stryja wpłaty pieniężne na organizację ślubu i założenie rodziny. Teraz zachodzi niebezpieczeństwo, ze cała mistyfikacja wyjdzie na jaw. Spanikowany Adam błaga panią Bogacką, aby zgodziła się udawać jego żonę. Pani Bogacka zgadza się, jednak jest zupełnie nieprzygotowana do roli, więc wizyta przebiega nadzwyczaj komicznie.

## Spektakl radiowy
W 2001 r. w Teatrze Polskiego Radia wyemitowano spektakl pt. Stryj przyjechał w adaptacji i reżyserii Zdzisława Dąbrowskiego.